# Морач
Морач (пол. Moracz, нім. Moratz) — село в Польщі, у гміні Пшибернув Голеньовського повіту Західнопоморського воєводства.
Населення — 208 осіб (2011).
У 1975-1998 роках село належало до Щецинського воєводства.

## Демографія
Демографічна структура станом на 31 березня 2011 року:
|          | Загалом | Допрацездатний вік | Працездатний вік | Постпрацездатний вік |
| -------- | ------- | ------------------ | ---------------- | -------------------- |
| Чоловіки | 112     | 26                 | 77               | 9                    |
| Жінки    | 96      | 16                 | 57               | 23                   |
| Разом    | 208     | 42                 | 134              | 32                   |